# Kańczuga
Kańczuga este un oraș în Polonia.